# Świerzów
Świerzów (niem. Würzen) – wieś w Polsce położona w województwie dolnośląskim, w powiecie trzebnickim, w gminie Prusice.

## Podział administracyjny
W latach 1975–1998 miejscowość administracyjnie należała do województwa wrocławskiego.

## Położenie
Wieś położona jest nieopodal Obornik Śląskich i Prusic. Najbliżej położonym Świerzowa, większym miastem jest Wrocław, a odległość między nim a wsią wynosi około 30 km.

## Przyroda
Roślinność w Świerzowie jest bardzo bujna, ponieważ wieś położona jest pomiędzy czterema lasami. Jest tutaj bardzo czyste powietrze i czysta woda. Poprzez wieś płynie rzeka, którą ktoś, niegdyś nazwał Strugą. W samym Świerzowie jest 18 stawów, z których wszystkie są prywatne. Tylko jeden przeznaczony jest do publicznej rekreacji, pod hasłem Relaks nad stawem.

## Gospodarka
Głównym zajęciem gospodarczym tutejszych mieszkańców jest rolnictwo. Uprawiane rośliny to m.in. kukurydza, żyto, pszenica, aczkolwiek ludzie w produkcji na własne potrzeby uprawiają także ogórki, truskawki, czereśnie itp.
W Świerzowie działalność prowadzą indywidualni przedsiębiorcy, zajmujący się m.in. przetwórstwem drewna.